# Trans-AMA 1971
La temporada de 1971 de la Trans-AMA, anomenada oficialment 1971 Trans-AMA motocross series, fou la 2a edició d'aquest campionat, organitzat per l'AMA. El calendari oficial constava d'11 proves puntuables, celebrades entre el 19 de setembre i el 5 de desembre.
Aquella temporada es disputà també la 1a Inter-AMA, reservada a motocicletes de 250cc, programada a 6 proves celebrades entre el 27 de juny i l'1 d'agost.

## Trans-AMA 500cc
L'oficial de Suzuki Sylvain Geboers guanyà el campionat amb un total de tres victòries absolutes. L'alemany de Maico Adolf Weil se n'anotà dues i aconseguí el segon lloc final. Els oficials de Suzuki Joël Robert i Roger De Coster no s'hi incorporaren fins a la cinquena cursa del torneig, però causaren sensació, amb tres victòries absolutes per a De Coster i una per a Robert. El millor nord-americà i, per tant, Campió dels EUA, fou Mark Blackwell, catorzè de la general amb només un punt d'avantatge sobre Brad Lackey.

### Rondes
Font:
| Ronda | Data           | Lloc                   | Guanyador       | Guanyador   | Millor americà       | Millor americà |
| Ronda | Data           | Lloc                   | Pilot           | Motocicleta | Pilot                | Motocicleta    |
| ----- | -------------- | ---------------------- | --------------- | ----------- | -------------------- | -------------- |
| 1     | 19 de setembre | Carlsbad (Califòrnia)  | Sylvain Geboers | Suzuki      | Brad Lackey (4t)     | ČZ             |
| 2     | 26 de setembre | Boise (Idaho)          | Sylvain Geboers | Suzuki      | Bill Clements (7è)   | Husqvarna      |
| 3     | 3 d'octubre    | Elkhorn (Wisconsin)    | Adolf Weil      | Maico       | Mark Blackwell (4t)  | Husqvarna      |
| 4     | 10 d'octubre   | Unadilla (Nova York)   | Adolf Weil      | Maico       | Tore Jonsson (7è)    | Maico          |
| -     | 17 d'octubre   | Copetown               | Heikki Mikkola  | Husqvarna   | Mark Blackwell (9è)  | Husqvarna      |
| 5     | 24 d'octubre   | Delta (Ohio)           | Heikki Mikkola  | Husqvarna   | Tore Jonsson (11è)   | Maico          |
| 6     | 31 d'octubre   | Orlando (Florida)      | Sylvain Geboers | Suzuki      | John DeSoto (10è)    | Suzuki         |
| 7     | 7 de novembre  | St. Peters (Missouri)  | Heikki Mikkola  | Husqvarna   | Brad Lackey (13è)    | ČZ             |
| 8     | 14 de novembre | Tulsa (Oklahoma)       | Roger De Coster | Suzuki      | Brad Lackey (9è)     | ČZ             |
| 9     | 21 de novembre | Puyallup (Washington)  | Joël Robert     | Suzuki      | Mark Blackwell (8è)  | Husqvarna      |
| 10    | 28 de novembre | Livermore (Califòrnia) | Roger De Coster | Suzuki      | Mark Blackwell (11è) | Husqvarna      |
| 11    | 5 de desembre  | Irvine (Califòrnia)    | Roger De Coster | Suzuki      | Mark Blackwell (8è)  | Husqvarna      |

Notes
1. ↑  El 17 d'octubre es disputà una prova no puntuable al Canadà, concretament a Copetown, un barri de Hamilton (Ontario)
2. ↑  Circuit de Saddleback Park

### Classificació final
| Posició | Pilot             | Equip     | Punts | Victòries |
| ------- | ----------------- | --------- | ----- | --------- |
| 1       | Sylvain Geboers   | Suzuki    | 3066  | 3         |
| 2       | Adolf Weil        | Maico     | 2331  | 2         |
| 3       | Torleif Hansen    | Husqvarna | 2052  | 0         |
| 4       | Roger De Coster   | Suzuki    | 1865  | 3         |
| 5       | Joël Robert       | Suzuki    | 1730  | 1         |
| 6       | Heikki Mikkola    | Husqvarna | 1680  | 3         |
| 7       | Willy Bauer       | Maico     | 1276  | 0         |
| 8       | Gaston Rahier     | ČZ        | 1112  | 0         |
| 9       | Pierre Karsmakers | Husqvarna | 1110  | 0         |
| 10      | Dave Bickers      | ČZ        | 1076  | 0         |
| 11      | John Banks        | ČZ        | 971   | 0         |
| 12      | Andy Roberton     | Husqvarna | 810   | 0         |
| 13      | Vlastimil Valek   | ČZ        | 709   | 0         |
| 14      | Mark Blackwell    | Husqvarna | 604   | 0         |
| 15      | Brad Lackey       | ČZ        | 603   | 0         |
| 16      | Gary Jones        | Yamaha    | 439   | 0         |
| 17      | John DeSoto       | Suzuki    | 425   | 0         |
| 18      | Chris Horsfield   | ČZ        | 416   | 0         |
| 19      | Uno Palm          | Husqvarna | 324   | 0         |
| 20      | Peter Lamppu      | Montesa   | 309   | 0         |

### Resultats per ronda

#### Ronda 1
Celebrada el 19 de setembre a Carlsbad (Califòrnia)
| Posició | Pilot           | Equip     |
| ------- | --------------- | --------- |
| 1       | Sylvain Geboers | Suzuki    |
| 2       | Torleif Hansen  | Husqvarna |
| 3       | Dave Bickers    | ČZ        |
| 4       | Brad Lackey     | ČZ        |
| 5       | John Banks      | ČZ        |
| 6       | Gary Jones      | Yamaha    |
| 7       | Vlastimil Válek | ČZ        |
| 8       | Tore Jonsson    | Maico     |
| 9       | John DeSoto     | Suzuki    |
| 10      | Bryan Kenney    | Husqvarna |

#### Ronda 2
Celebrada el 26 de setembre a Boise (Idaho)
| Posició | Pilot           | Equip     |
| ------- | --------------- | --------- |
| 1       | Sylvain Geboers | Suzuki    |
| 2       | Gaston Rahier   | ČZ        |
| 3       | Torleif Hansen  | Husqvarna |
| 4       | John Banks      | ČZ        |
| 5       | Dave Bickers    | ČZ        |
| 6       | Vlastimil Válek | ČZ        |
| 7       | Bill Clements   | Husqvarna |
| 8       | Brad Lackey     | ČZ        |
| 9       | John DeSoto     | Suzuki    |
| 10      | Gary Jones      | Yamaha    |

#### Ronda 3
Celebrada el 3 d'octubre a Elkhorn (Wisconsin)
| Posició | Pilot             | Equip     |
| ------- | ----------------- | --------- |
| 1       | Adolf Weil        | Maico     |
| 2       | Sylvain Geboers   | Suzuki    |
| 3       | Torleif Hansen    | Husqvarna |
| 4       | Mark Blackwell    | Husqvarna |
| 5       | Gaston Rahier     | ČZ        |
| 6       | Pierre Karsmakers | Husqvarna |
| 7       | Willy Bauer       | Maico     |
| 8       | Bill Clements     | Husqvarna |
| 9       | John Banks        | ČZ        |
| 10      | Peter Lamppu      | Montesa   |

#### Ronda 4
Celebrada el 10 d'octubre a Unadilla (Nova York)
| Posició | Pilot           | Equip     |
| ------- | --------------- | --------- |
| 1       | Adolf Weil      | Maico     |
| 2       | Torleif Hansen  | Husqvarna |
| 3       | Sylvain Geboers | Suzuki    |
| 4       | Gaston Rahier   | ČZ        |
| 5       | Heikki Mikkola  | Husqvarna |
| 6       | Dave Bickers    | ČZ        |
| 7       | Tore Jonsson    | Maico     |
| 8       | Vlastimil Válek | ČZ        |
| 9       | Barry Higgins   | ČZ        |
| 10      | Peter Lamppu    | Montesa   |

#### Ronda 5
Celebrada el 24 d'octubre a Delta (Ohio)
| Posició | Pilot             | Equip     |
| ------- | ----------------- | --------- |
| 1       | Heikki Mikkola    | Husqvarna |
| 2       | Torleif Hansen    | Husqvarna |
| 3       | Sylvain Geboers   | Suzuki    |
| 4       | Roger De Coster   | Suzuki    |
| 5       | Uno Palm          | Husqvarna |
| 6       | Adolf Weil        | Maico     |
| 7       | Dave Bickers      | ČZ        |
| 8       | Pierre Karsmakers | Husqvarna |
| 9       | Joël Robert       | Suzuki    |
| 10      | Willy Bauer       | Maico     |

#### Ronda 6
Celebrada el 31 d'octubre a Orlando (Florida)
| Posició | Pilot             | Equip     |
| ------- | ----------------- | --------- |
| 1       | Sylvain Geboers   | Suzuki    |
| 2       | Heikki Mikkola    | Husqvarna |
| 3       | Pierre Karsmakers | Husqvarna |
| 4       | John Banks        | ČZ        |
| 5       | Adolf Weil        | Maico     |
| 6       | Vlastimil Válek   | ČZ        |
| 7       | Willy Bauer       | Maico     |
| 8       | Andy Roberton     | Husqvarna |
| 9       | Gaston Rahier     | ČZ        |
| 10      | John DeSoto       | Suzuki    |

#### Ronda 7
Celebrada el 7 de novembre a St. Peters (Missouri)
| Posició | Pilot             | Equip     |
| ------- | ----------------- | --------- |
| 1       | Heikki Mikkola    | Husqvarna |
| 2       | Joël Robert       | Suzuki    |
| 3       | Sylvain Geboers   | Suzuki    |
| 4       | Adolf Weil        | Maico     |
| 5       | Torleif Hansen    | Husqvarna |
| 6       | Willy Bauer       | Maico     |
| 7       | Pierre Karsmakers | Husqvarna |
| 8       | Gaston Rahier     | ČZ        |
| 9       | Andy Roberton     | Husqvarna |
| 10      | John Banks        | ČZ        |

#### Ronda 8
Celebrada el 14 de novembre a Tulsa (Oklahoma)
| Posició | Pilot             | Equip     |
| ------- | ----------------- | --------- |
| 1       | Roger De Coster   | Suzuki    |
| 2       | Joël Robert       | Suzuki    |
| 3       | Torleif Hansen    | Husqvarna |
| 4       | Sylvain Geboers   | Suzuki    |
| 5       | Adolf Weil        | Maico     |
| 6       | Pierre Karsmakers | Husqvarna |
| 7       | Chris Horsfield   | ČZ        |
| 8       | Willy Bauer       | Maico     |
| 9       | Brad Lackey       | ČZ        |
| 10      | Andy Roberton     | Husqvarna |

#### Ronda 9
Celebrada el 21 de novembre a Puyallup (Washington)
| Posició | Pilot             | Equip     |
| ------- | ----------------- | --------- |
| 1       | Joël Robert       | Suzuki    |
| 2       | Roger De Coster   | Suzuki    |
| 3       | Sylvain Geboers   | Suzuki    |
| 4       | Adolf Weil        | Maico     |
| 5       | Andy Roberton     | Husqvarna |
| 6       | Pierre Karsmakers | Husqvarna |
| 7       | Willy Bauer       | Maico     |
| 8       | Mark Blackwell    | Husqvarna |
| 9       | John DeSoto       | Suzuki    |
| 10      | Gaston Rahier     | ČZ        |

#### Ronda 10
Celebrada el 28 de novembre a Livermore (Califòrnia)
| Posició | Pilot             | Equip     |
| ------- | ----------------- | --------- |
| 1       | Roger De Coster   | Suzuki    |
| 2       | Andy Roberton     | Husqvarna |
| 3       | Adolf Weil        | Maico     |
| 4       | Joël Robert       | Suzuki    |
| 5       | Sylvain Geboers   | Suzuki    |
| 6       | Willy Bauer       | Maico     |
| 7       | Pierre Karsmakers | Husqvarna |
| 8       | Gaston Rahier     | ČZ        |
| 9       | Chris Horsfield   | ČZ        |
| 10      | Dave Bickers      | ČZ        |

#### Ronda 11
Celebrada el 5 de desembre a Irvine (Califòrnia), al circuit de Saddleback Park
| Posició | Pilot           | Equip     |
| ------- | --------------- | --------- |
| 1       | Roger De Coster | Suzuki    |
| 2       | Joël Robert     | Suzuki    |
| 3       | Sylvain Geboers | Suzuki    |
| 4       | Adolf Weil      | Maico     |
| 5       | Dave Bickers    | ČZ        |
| 6       | Andy Roberton   | Husqvarna |
| 7       | Vic Eastwood    | AJS       |
| 8       | Mark Blackwell  | Husqvarna |
| 9       | Gary Jones      | Yamaha    |
| 10      | Gaston Rahier   | ČZ        |

## Inter-AMA 250cc
L'oficial de ČZ Vlastimil Valek guanyà còmodament el campionat, amb un total de 4 victòries absolutes, deixant-ne només dues que es repartiren Keith Franzen i Dave Bickers. El millor nord-americà i, per tant, Campió dels EUA de 250cc, fou Gary Jones, setè de la general. Per la seva banda, Jim Wicks va esdevenir el primer nord-americà a guanyar una mànega en una cursa amb pilots europeus en imposar-se a la tercera de la prova de Denver.

### Rondes
Font:
| Ronda | Data         | Lloc                      | Guanyador       | Guanyador   | Millor americà        | Millor americà |
| Ronda | Data         | Lloc                      | Pilot           | Motocicleta | Pilot                 | Motocicleta    |
| ----- | ------------ | ------------------------- | --------------- | ----------- | --------------------- | -------------- |
| 1     | 27 de juny   | Castaic Park (Califòrnia) | Vlastimil Válek | ČZ          | Gunnar Lindstrom (2n) | Husqvarna      |
| 2     | 4 de juliol  | Denver (Colorado)         | Keith Franzen   | Husqvarna   | Jim Wicks (3r)        | Maico          |
| 3     | 11 de juliol | Houston (Texas)           | Vlastimil Válek | ČZ          | Gunnar Lindstrom (4t) | Husqvarna      |
| 4     | 18 de juliol | Orlando (Florida)         | Vlastimil Válek | ČZ          | Gunnar Lindstrom (3r) | Husqvarna      |
| 5     | 25 de juliol | Linnville (Ohio)          | Dave Bickers    | ČZ          | Mark Blackwell (3r)   | Husqvarna      |
| 6     | 1 d'agost    | New Berlin (Nova York)    | Vlastimil Válek | ČZ          | Peter Lamppu (3r)     | Montesa        |

1. 1 2 3  Gunnar Lindstrom, suec, es va establir als Estats Units a finals dels 60 per tal de col·laborar amb Husqvarna en el llançament de la marca en aquest nou mercat. Apareix com a millor americà en les fonts coetànies pel fet d'estar domiciliat a South Plainfield (Nova Jersey).
2. ↑  Malgrat que algunes fonts atribueixen a Jim Wicks la victòria a la prova de Denver,[3][4] el cert és que l'americà en va guanyar només la tercera mànega. La victòria absoluta la va obtenir el suec Keith Franzen i Wicks va ocupar el tercer lloc final, darrere de Franzen i Jan-Eric Sallqvist.[2]

### Classificació final
| Posició | Pilot              | Motocicleta | Punts |
| ------- | ------------------ | ----------- | ----- |
| 1       | Vlastimil Valek    | ČZ          | 1430  |
| 2       | Dave Bickers       | ČZ          | 1170  |
| 3       | Gunnar Lindstrom   | Husqvarna   | ?     |
| 4       | Jan-Eric Sallqvist | Husqvarna   | 1052  |
| 5       | Keith Franzen      | Husqvarna   | 969   |
| 6       | Chris Horsfield    | ČZ          | 596   |
| 7       | Gary Jones         | Yamaha      | 458   |
| 8       | Christer Lindblom  | Husqvarna   | 414   |
| 9       | Jim Weinert        | ČZ          | 380   |
| 10      | Jim Wicks          | Maico       | 375   |